# Oligomère
Un oligomère est une molécule constituée d'un petit nombre (généralement inférieur à dix) d'éléments identiques ou très semblables (pour un grand nombre on parle de polymère).

## Biochimie
En biochimie, le terme oligomère est utilisé pour des fragments d'ADN courts. On peut aussi l'utiliser pour qualifier un complexe protéinique composé de deux sous-ensembles (un sous-ensemble étant une chaîne polypeptidique) ou plus. Dans ce cas, un oligomère constitué de différents types de polypeptides est appelé hétéro-oligomère. Si le complexe n'est constitué que d'un seul type de molécule, il est qualifié d'homo-oligomère.
Spécifiquement, un hexamère est constitué de six monomères.
Un oligomère est constitué de protomères (nom que l'on donne aux sous-unités des oligomères).
Exemple d'oligomère (cas d'un tétramère = oligomère constitué de quatre protomères) : l'hémoglobine constituée de protomères α, β ou γ.
En biologie cellulaire, le terme octamère désigne souvent l'assemblage des huit histones constitutifs du nucléosome.

## Chimie
En chimie (minérale ou organique), un oligomère est une substance  constituée de molécules oligomères. Une molécule oligomère (du grec oligos, peu) est caractérisée par une chaîne constituée d'un petit nombre de motifs monomères (les degrés de polymérisation des molécules oligomères varient de deux à quelques dizaines).

On peut fixer cette limite typiquement à 2 000 g/mol[réf. nécessaire]. En fait, on constate qu'une propriété d'un oligomère varie avec la masse molaire pour de faibles masses, mais, au-delà de 2 000 g/mol, on entre dans le domaine des polymères proprement dits.
Un co-oligomère est un oligomère dérivé de plus d'une espèce monomère.
| Degré de polymérisation | Nom de la séquence | Type d'oligomères ou de co-oligomères | Oligomérisation ou co-oligomérisation |
| ----------------------- | ------------------ | ------------------------------------- | ------------------------------------- |
| 2                       | Diade              | Dimère                                | Dimérisation                          |
| 3                       | Triade             | Trimère                               | Trimérisation                         |
| 4                       | Tétrade            | Tétramère                             | Tétramérisation                       |
| 5                       | Pentade            | Pentamère                             | Pentamérisation                       |

### Exemples
- Oligomères synthétiques : la dimérisation des isocyanates donne des urétidinediones et leur trimérisation donne des isocyanurates.
- Oligomères naturels : oligopeptides, oligosaccharides, oligonucléotides, terpènes.

### Préparation
L'oligomérisation est le processus de conversion d'un monomère ou d'un mélange de monomères en oligomère. 
La co-oligomérisation est une oligomérisation durant laquelle un co-oligomère est formé.
Une oligomérisation en chaîne conduite en présence d'une grande quantité d'agent de transfert de chaîne, de sorte que les groupes d'extrémité sont principalement des fragments de l'agent de transfert est appelée télomérisation. Un oligomère obtenu par télomérisation est souvent appelé télomère.